# Pokrvenik
Pokrvenik (em macedônio/macedónio:  Покрвеник) é uma vila localizada ao norte do Lago Prespa, Município de Resen, Macedônia. Está a 9 quilômetros (5,6 mi) da sede municipal que é Resen.

## Demografia
À exceção do ano de 1981, a população de Pokrvenik declinou em todo censo realizado desde 1961.
| Grupo étnico | 1961   | 1961 | 1971   | 1971 | 1981   | 1981 | 1991   | 1991 | 1994   | 1994 | 2002   | 2002 |
| Grupo étnico | Número | %    | Número | %    | Número | %    | Número | %    | Número | %    | Número | %    |
| ------------ | ------ | ---- | ------ | ---- | ------ | ---- | ------ | ---- | ------ | ---- | ------ | ---- |
| Macedônios   | 157    | 98.7 | 130    | 98.5 | 139    | 98.6 | 101    | 100  | 100    | 100  | 65     | 100  |
| outros       | 2      | 1.3  | 2      | 1.5  | 2      | 1.4  | 0      | 0.0  | 0      | 0.0  | 0      | 0.0  |
| Total        | 159    | 159  | 132    | 132  | 141    | 141  | 101    | 101  | 100    | 100  | 65     | 65   |